# Miyakeomyces
Miyakeomyces es un género de hongos de la familia Niessliaceae. Es un género monotípico que solo contiene la especie Miyakeomyces bambusae.